# Maris Lauri

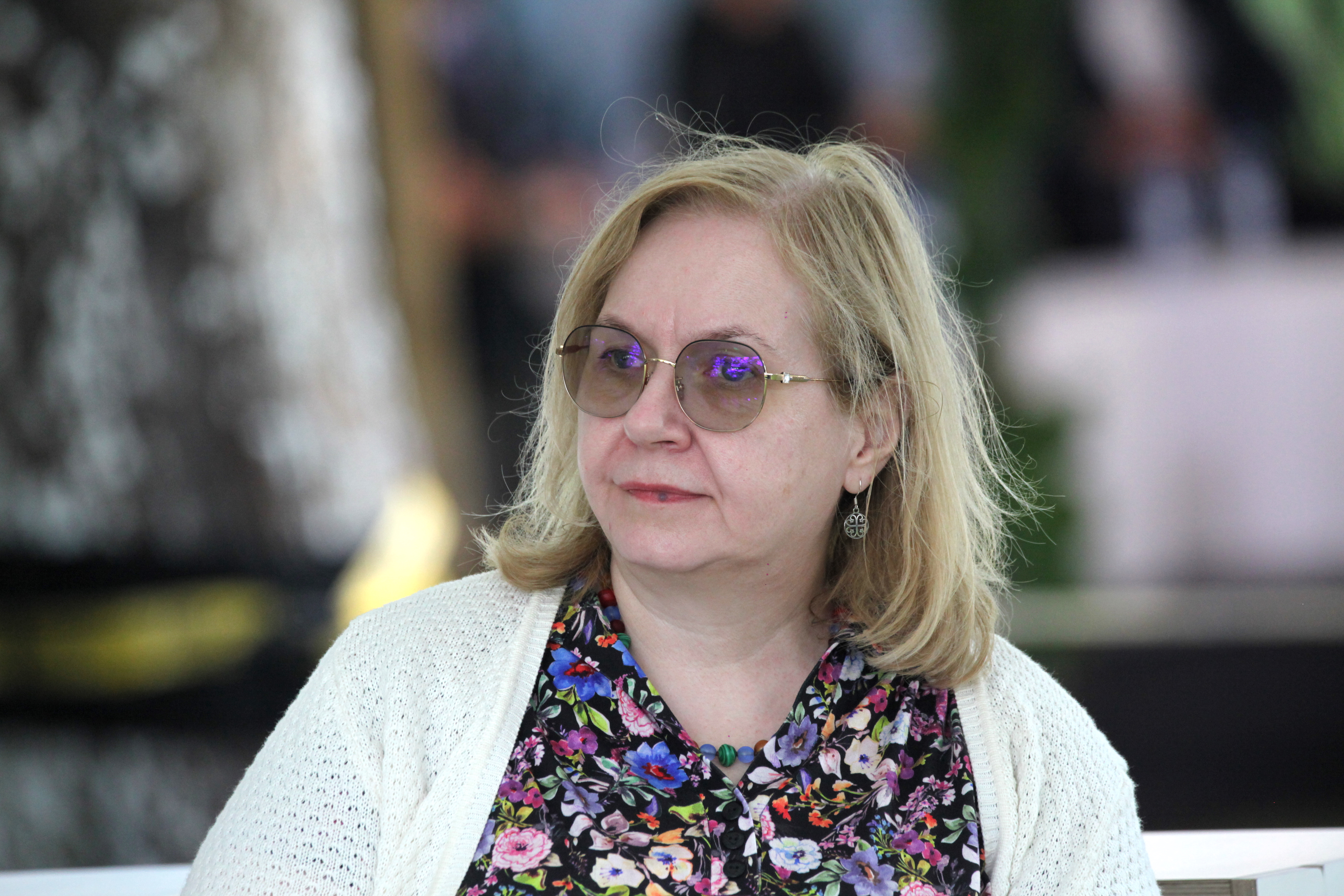
Maris Lauri en 2021.

Maris Lauri, née le 1er janvier 1966 à Kiviõli, est une économiste et femme politique estonienne.
Depuis le 26 janvier 2021, elle est nommée ministre de la Justice dans le gouvernement Kaja Kallas.

## Décoration
- Ordre de l'Étoile blanche d'Estonie, 5e classe (2008).